# Pique (1900)
Pique – francuski niszczyciel z początku XX wieku, typu Framée. Nazwa oznacza pika.
Okręt wziął udział w I wojnie światowej, służąc na Morzu Śródziemnym. Operował w latach 1916-17 z Brindisi oraz z południowej Francji. W 1916 przeszedł niewielką przebudowę: przedłużono mu mostek do masztu i pierwszego komina, a rufową wyrzutnię torped zamieniono na działo kalibru 65 mm lub 75 mm. Został skreślony z listy floty 28 stycznia 1921 roku, a 28 lipca 1921 roku sprzedany na złom.